# Silver Springs (Fleetwood Mac)
"Silver Springs" is een nummer van de Amerikaanse band Fleetwood Mac uit 1976.

## Achtergrond
Het nummer is geschreven door zangeres Stevie Nicks.  Het nummer beschrijft Nicks' perspectief op de verbroken relatie met gitarist Lindsey Buckingham. De naam van het lied is afkomstig van Silver Springs in Maryland. De tourbus van de band reed langs die plaats, en de plaatsnaam bleef hangen bij Nicks. 
Het was oorspronkelijk bedoeld voor het album Rumours uit 1977 maar uiteindelijk werd, tegen Nicks' zin in, besloten het niet op te nemen op dit album, onder meer omdat het tempo van het nummer te traag zou zijn. Jaren later heeft Nicks in een interview aangegeven dat dit sterk heeft bijgedragen aan de groeiende spanningen binnen de band. 
Jaren later, nadat Fleetwood Mac's Behind the Mask -tournee was afgelopen, verliet Nicks de groep vanwege een meningsverschil met Mick Fleetwood. Zij wou "Silver Springs" uitbrengen op haar solo-verzamelalbum Timespace uit 1991, maar dat werd door de drummer tegengehouden omdat hij "Silver Springs" op wou nemen op de de boxset 25 Years – The Chain uit 1992. Het nummer verscheen wel op Nicks' compilatiealbum Crystal Visions uit 2007.
"Silver Springs" staat wel op de geremasterde editie van Rumours (2004), tussen "Songbird" en "The Chain" in. Het werd voor het eerst uitgebracht als B-kant van "Go Your Own Way", de eerste single van dit album.

## NPO Radio 2 Top 2000
Silver Springs stond in 2024 voor het eerst in de NPO Radio 2 Top 2000, op plek 836.

## Liveversie
Een liveversie werd uitgebracht als single van het album The Dance uit 1997. De liveversie van "Silver Springs" werd op 22 juli 1997 in de Verenigde Staten uitgebracht als radiosingle, en in hetzelfde jaar werd het ook als fysieke single uitgebracht in Nederland. De liveversie van "Silver Springs" verscheen in verschillende hitlijsten, waaronder de Amerikaanse Billboard Hot 100 Airplay (nummer 41) en de Nederlandse Single Top 100 (nummer 96). Het werd in 1998 genomineerd voor een Grammy Award voor "Beste Popoptreden door een Duo of Groep met Zang". Deze prijs werd uiteindelijk gewonnen door Jamiroquai met "Virtual Insanity".